# Persone di cognome Barrett
| Questa pagina contiene informazioni ricavate automaticamente dalle voci biografiche con l'ausilio del template Bio e di un bot. L'aggiornamento è periodico e automatico e ricostruisce completamente la pagina. Se manca una persona in questa lista, sei pregato di non aggiungerla, ma accertati piuttosto che la sua voce biografica contenga il template Bio e che i dati anagrafici siano correttamente compilati. Se il template Bio manca, inseriscilo tu stesso o, in alternativa, metti l'avviso {{tmp\|Bio}} che ne segnala la mancanza. Se i dati riportati sono sbagliati, correggi direttamente la voce biografica; le modifiche saranno visibili in questa lista entro pochi giorni. Per chiarimenti vedi il progetto antroponimi. La lista contiene solo le 69 persone che sono citate nell'enciclopedia e per le quali è stato implementato correttamente il template Bio. Pagina aggiornata al 17 ott 2024. |

Questa è una lista di persone presenti nell'enciclopedia che hanno il cognome Barrett, suddivise per attività principale.

## Allenatori di calcio(2)
- Scott Barrett, allenatore di calcio e ex calciatore inglese (Ilkeston, n. 1963)
- Wade Barrett, allenatore di calcio e ex calciatore statunitense (Virginia Beach, n. 1976)

## Altiste(1)
- Brigetta Barrett, ex altista statunitense (Westchester, n. 1990)

## Attivisti(1)
- Richard Barrett, attivista e avvocato statunitense (New York, n. 1943 - Pearl, † 2010)

## Attori(4)
- Brendan Ryan Barrett, attore statunitense (Roseville, n. 1986)
- Brent Barrett, attore e tenore statunitense (Quinter, n. 1957)
- Malcolm Barrett, attore statunitense (Brooklyn, n. 1980)
- Wilson Barrett, attore, drammaturgo e manager inglese (Chelmsford, n. 1846 - Londra, † 1904)

## Attori teatrali(1)
- Lawrence Barrett, attore teatrale statunitense (Paterson, n. 1838 - New York, † 1891)

## Attrici(6)
- Claudia Barrett, attrice statunitense (Sherman Oaks, n. 1929 - Palm Desert, † 2021)
- Edith Barrett, attrice statunitense (Boston, n. 1907 - Albuquerque, † 1977)
- Jacinda Barrett, attrice australiana (Brisbane, n. 1972)
- Judith Barrett, attrice statunitense (Venus, n. 1909 - Palm Desert, † 2000)
- Kelli Barrett, attrice statunitense (New York, n. 1984)
- Marlyne Barrett, attrice statunitense (Queens, n. 1978)

## Batteristi(1)
- Carlton Barrett, batterista e percussionista giamaicano (Kingston, n. 1950 - Kingston, † 1987)

## Biblisti(1)
- Charles Kingsley Barrett, biblista britannico (Salford, n. 1917 - † 2011)

## Calciatori(8)
- Adam Barrett, ex calciatore inglese (Dagenham, n. 1979)
- Chad Barrett, ex calciatore statunitense (San Diego, n. 1985)
- Earl Barrett, ex calciatore inglese (Rochdale, n. 1967)
- Graham Barrett, ex calciatore irlandese (Dublino, n. 1981)
- James William Barrett, calciatore inglese (Londra, n. 1907 - † 1970)
- James Guy Barrett, calciatore inglese (Londra, n. 1930 - Londra, † 2014)
- Paddy Barrett, calciatore irlandese (Waterford, n. 1993)
- Warren Barrett, ex calciatore giamaicano (Saint James, n. 1970)

## Calciatrici(1)
- Amber Barrett, calciatrice irlandese (Milford, n. 1996)

## Cantanti(4)
- Sweet Emma Barrett, cantante statunitense (New Orleans, n. 1897 - Metairie, † 1983)
- Gabby Barrett, cantante statunitense (Nashville, n. 2000)
- Marcia Barrett, cantante giamaicana (Parrocchia di Saint Catherine, n. 1948)
- Richard Barrett, cantante, cantautore e produttore discografico statunitense (Filadelfia, n. 1933 - Filadelfia, † 2006)

## Cantautori(2)
- Syd Barrett, cantautore, chitarrista e compositore britannico (Cambridge, n. 1946 - Cambridge, † 2006)
- Mario, cantautore statunitense (Baltimora, n. 1986)

## Cantautrici(1)
- Tina Barrett, cantautrice e attrice inglese (Londra, n. 1976)

## Cestiste(1)
- LaSondra Barrett, ex cestista e allenatrice di pallacanestro statunitense (Flowood, n. 1990)

## Cestisti(4)
- Ernie Barrett, cestista e allenatore di pallacanestro statunitense (Pratt, n. 1929 - Manhattan, † 2023)
- Mike Barrett, cestista statunitense (Montgomery, n. 1943 - Nashville, † 2011)
- Andre Barrett, ex cestista statunitense (Bronx, n. 1982)
- Rowan Barrett, ex cestista canadese (Scarborough, n. 1972)

## Chitarristi(1)
- Rob Barrett, chitarrista statunitense (Buffalo, n. 1970)

## Compositrici(1)
- Ruth Barrett, compositrice inglese (Londra, n. 1976)

## Costumiste(1)
- Kym Barrett, costumista australiana (Brisbane, n. 1965)

## Direttori della fotografia(1)
- Franklyn Barrett, direttore della fotografia, regista e produttore cinematografico australiano (Loughborough, n. 1873 - Sydney, † 1964)

## Disc jockey(1)
- High Contrast, disc jockey britannico (Penarth, n. 1979)

## Fotografe(1)
- Eva Barrett, fotografa britannica (Bishop's Stortford, n. 1879)

## Giocatori di football americano(2)
- Mathew Barrett, giocatore di football americano statunitense
- Shaquil Barrett, ex giocatore di football americano statunitense (Baltimora, n. 1992)

## Imprenditori(1)
- Ronnie Barrett, imprenditore statunitense (Murfreesboro, n. 1954)

## Lottatori(1)
- Edmond Barrett, lottatore, tiratore di fune e pesista britannico (Rahela, n. 1877 - Londra, † 1932)

## Militari(1)
- Edward Gabriel André Barrett, militare statunitense (New Orleans, n. 1827 - New York, † 1880)

## Modelli(1)
- Jordan Barrett, modello australiano (Byron Bay, n. 1996)

## Musicisti(1)
- Aston Barrett, musicista, bassista e produttore discografico giamaicano (Kingston, n. 1946 - Miami, † 2024)

## Pallanuotisti(1)
- Stewart Barrett, pallanuotista irlandese (n. 1901 - Dublino, † 1982)

## Patologi(1)
- Max Barrett, patologo, botanico e contrabbassista britannico (Thaxted, n. 1909 - Cambridge, † 1961)

## Politici(1)
- Bill Barrett, politico statunitense (Lexington, n. 1929 - Lexington, † 2016)

## Produttori discografici(1)
- Desmond Child, produttore discografico e compositore statunitense (Miami, n. 1953)

## Registi(1)
- David Barrett, regista e produttore televisivo statunitense (Bishop)

## Rugbiste a 15(1)
- Aimee Barrett-Theron, rugbista a 15 e arbitro di rugby a 15 sudafricana (Città del Capo, n. 1987)

## Rugbisti a 15(3)
- Beauden Barrett, rugbista a 15 neozelandese (New Plymouth, n. 1991)
- Jordie Barrett, rugbista a 15 neozelandese (New Plymouth, n. 1997)
- Scott Barrett, rugbista a 15 neozelandese (New Plymouth, n. 1993)

## Sceneggiatori(1)
- James Lee Barrett, sceneggiatore e paroliere statunitense (Charlotte, n. 1929 - Templeton, † 1989)

## Sciatori alpini(1)
- Scott Barrett, ex sciatore alpino canadese (Toronto, n. 1983)

## Scrittori(1)
- A. Igoni Barrett, scrittore nigeriano (Port Harcourt, n. 1979)

## Scrittrici(2)
- Andrea Barrett, scrittrice statunitense (Boston, n. 1954)
- Judi Barrett, scrittrice statunitense (New York, n. 1941)

## Tennisti(1)
- Herbert Barrett, tennista britannico (n. 1873 - † 1943)

## Trombonisti(1)
- Dan Barrett, trombonista, trombettista e arrangiatore statunitense (Pasadena, n. 1955)

## Wrestler(1)
- Pat Barrett, wrestler irlandese (Dublino, n. 1941 - † 2021)

## Senza attività specificata(1)
- Frederick Barrett, marittimo britannico (Liverpool, n. 1883 - Liverpool, † 1931)